# Château de Lacaze (Labastide-Castel-Amouroux)
Le château de Lacaze a été construit à 2 km de Labastide-Castel-Amouroux, dans le département de Lot-et-Garonne.

## Histoire
Le château a appartenu à la famille Botet de Lacaze (appelée à partir du XVIIIe siècle, Botet de Lacaze), notables protestants de Casteljaloux. François Botet de Lacaze a été lieutenant général du siège de Casteljaloux, charge qu'il avait acheté en 1680.
À la suite de la révocation de l'édit de Nantes, François Botet de Lacaze a été arrêté avec son beau-frère, Augier de Massilos, et tous deux ont été enfermés au Château-Trompette, puis à la Bastille. La maison de Lacaze a été partiellement démolie, le cimetière des aïeux de la famille profané. Leurs biens ont été saisis. François Botet de Lacaze a été libéré plusieurs années plus tard et a retrouvé le château qu'il a restauré où il a mené une vie retirée.
En 1895, l'architecte bordelais Louis Garros a remanié l'aile nord en créant un pavillon abritant une chapelle et a supprimé l'aile sud. En même temps, le paysagiste Eugène Bülher a réaménagé le parc.
Le château a été inscrit monument historique le 27 mars 2008.